# Horizons 1
O Horizons 1 (também conhecido por Galaxy 13, Linkstar 4 e Galaxy XIII)  é um satélite de comunicação geoestacionário construído pela Boeing (Hughes) que está localizado na posição orbital de 127 graus de longitude oeste e é operado pela Horizons Satellite LLC uma joint venture entre a Intelsat e a SKY Perfect JSAT Group. O satélite foi baseado na plataforma BSS-601HP e sua vida útil estimada é de 15 anos.

## História
A PanAmSat Corporation (que posteriormente foi incorporada pela Intelsat) e JSAT Corporation (que em 2007 fundiu-se com a SKY Perfect Communications e a Space Communications Corporation, resultando na criação da SKY Perfect JSAT Group). Selecionaram a Boeing Satellite Systems em meados de 2001 para construir um novo satélite baseado no Boeing 601HP, em apoio a joint venture das duas empresas, A Horizons, bem como aumentar a oferta de distribuição de serviços domésticos aos clientes da PanAmSat nos Estados Unidos.
A partir de sua posição orbital de 127 graus de longitude oeste, entre as ilhas havaianas e a Costa Oeste dos Estados Unidos, o novo satélite tem feito cobertura da América do Norte, Porto Rico, Alasca, Havaí e México.

## Lançamento
O satélite foi lançado com sucesso ao espaço no dia 1 de outubro de 2003, às 21:42 UTC, por meio de um veículo Zenit-3SL a partir da plataforma de lançamento marítimo da Sea Launch, a Odyssey. Ele tinha uma massa de lançamento de 4060 kg.

## Capacidade e cobertura
O Horizons 1 está equipado com 24 transponders em banda C e 24 em banda Ku que cobrem o território continental dos Estados Unidos.